# Jordbävningen i Zagreb 1880
Jordbävningen i Zagreb 1880 (kroatiska: Potres u Zagrebu 1880.), även kallad den Stora jordbävningen i Zagreb (Veliki potres u Zagrebu), var en jordbävning i Zagreb, nuvarande Kroatien, dåvarande Österrike-Ungern. Enligt Zagrebs meteorologiska station inträffade jordbävningen klockan 07:03 den 9 november 1880 och hade sitt epicentrum i Medvednica. En människa dödades, 29 skadades och flera byggnader raserades i jordbävningen som hade en magnitud på 6,3 på Richterskalan. Jordbävningen efterföljdes av mindre efterskalv. 

## Efterspel
24 timmar efter det första stora skalvet hade 3 800 tågbiljetter sålts vid Zagrebs centralstation. I rädsla för nya skalv tog många välbärgade invånare sin tillflykt till Wien, Graz, Ljubljana och andra närliggande städer inom Dubbelmonarkin. De materiella skadorna i Zagreb var omfattande och kejsaren Frans Josef I donerade en ansenlig summa som dock inte täckte mer än till reparationen av ett fåtal byggnader. Zagrebs katedral skadades svårt och reparationsarbetena, som leddes av arkitekten Hermann Bollé, skulle fortgå till 1906. Jordbävningen ledde till en delvis förändrad stadsbild då nya byggnader uppfördes och parker anlades i Donji grad (Nedre staden).

## Övrigt
Författaren och politikern August Šenoa dog i sviterna av en lunginflammation som han ådragit sig efter att ha hjälpt förolyckade efter jordbävningen i Zagreb. 

### Fotnoter
1. ↑  24sata.hr (kroatiska)
2. ↑  Zagrebs stadsmuseum Arkiverad 8 juni 2016 hämtat från the Wayback Machine. (kroatiska)